# MÁV VIm
|                                  |                                                                           |                                                                           |                                                                           |                                           |
| Anzahl                           | MÁV: 58 ČSD: 13 + 3 von MÁV CFR: 39 von MÁV JŽ: 11 von MÁV DR: 16 von ČSD | MÁV: 58 ČSD: 13 + 3 von MÁV CFR: 39 von MÁV JŽ: 11 von MÁV DR: 16 von ČSD | MÁV: 58 ČSD: 13 + 3 von MÁV CFR: 39 von MÁV JŽ: 11 von MÁV DR: 16 von ČSD |                                           |
| Nummern                          | MÁV: 651.001–095 ČSD: 623.001–016 DR 51 001–016                           | MÁV: 651.001–095 ČSD: 623.001–016 DR 51 001–016                           | MÁV: 651.001–095 ČSD: 623.001–016 DR 51 001–016                           |                                           |
| Hersteller                       | MÁVAG Budapest Lokomotivfabrik Floridsdorf, Wien                          | MÁVAG Budapest Lokomotivfabrik Floridsdorf, Wien                          |                                                                           |                                           |
| Indienststellung                 | 1909–1919                                                                 | 1909–1919                                                                 | 1909–1919                                                                 | 1909–1919                                 |
| Ausmusterung                     | MÁV: bis 1962 ČSD: bis 1956 CFR: bis 1937                                 | MÁV: bis 1962 ČSD: bis 1956 CFR: bis 1937                                 | MÁV: bis 1962 ČSD: bis 1956 CFR: bis 1937                                 | MÁV: bis 1962 ČSD: bis 1956 CFR: bis 1937 |
| Bauart                           | C'C-n4v                                                                   | C'C-n4v                                                                   | C'C-n4v                                                                   | C'C-n4v                                   |
| Baujahr                          | 1909–1914                                                                 | 1919                                                                      |                                                                           |                                           |
| indizierte Leistung              | 884 kW                                                                    | 884 kW                                                                    |                                                                           |                                           |
| Hochdruck-Zylinder-Ø             | 400 mm                                                                    | 400 mm                                                                    |                                                                           |                                           |
| Niederdruck-Zylinder-Ø           | 600 / 620 mm                                                              | 600 / 620 mm                                                              |                                                                           |                                           |
| Kolbenhub                        | 610 mm                                                                    | 610 mm                                                                    |                                                                           |                                           |
| Treibrad-Ø                       | 1.220 mm                                                                  | 1.220 mm                                                                  |                                                                           |                                           |
| fester Radstand                  | 1.350 mm                                                                  | 1.350 mm                                                                  |                                                                           |                                           |
| Gesamtradstand                   | 8.000 mm                                                                  | 8.000 mm                                                                  |                                                                           |                                           |
| Gesamtheizfläche                 | 235,2 m²                                                                  | 234,26 m²                                                                 |                                                                           |                                           |
| Heizfl. d. Rohre                 | 221,37 m²                                                                 | 219,2 m²                                                                  |                                                                           |                                           |
| Heizfl. d. Feuerbüchse           | 13,93 m²                                                                  | 15,06 m²                                                                  |                                                                           |                                           |
| Anzahl der Heizrohre             | 272                                                                       | 261                                                                       |                                                                           |                                           |
| Rostfl.                          | 3,61 m²                                                                   | 3,42 m²                                                                   |                                                                           |                                           |
| Dampfdruck                       | 16 bar                                                                    | 16 bar                                                                    |                                                                           |                                           |
| Tender                           | M                                                                         | k. A.                                                                     |                                                                           |                                           |
| Gewicht (leer)                   | 64,5 t                                                                    | 70,96 t                                                                   |                                                                           |                                           |
| Adhäsionsgewicht                 | 71,46 t                                                                   | 78 t                                                                      |                                                                           |                                           |
| Dienstgewicht                    | 71,46 t                                                                   | 78 t                                                                      |                                                                           |                                           |
| Dienstgewicht + Tender           | k. A.                                                                     | k. A.                                                                     |                                                                           |                                           |
| Achsdruck                        | 12,1 Mp                                                                   | k. A.                                                                     |                                                                           |                                           |
| Wasser                           | 14,5 m³                                                                   | 20 m³                                                                     |                                                                           |                                           |
| Kohle                            | 8 t                                                                       | 12 t                                                                      |                                                                           |                                           |
| Länge                            | 12.172 mm                                                                 | 12.205 mm                                                                 |                                                                           |                                           |
| Länge + Tender                   | 18.732 mm                                                                 | 20.281 mm                                                                 |                                                                           |                                           |
| Höhe                             | 4.570 mm                                                                  | 4.570 mm                                                                  |                                                                           |                                           |
| Höchstgeschwindigkeit            | 50 km/h                                                                   | 50 km/h                                                                   |                                                                           |                                           |
| kleinster befahrbarer Halbmesser | 150 m                                                                     | 150 m                                                                     | 150 m                                                                     |                                           |
| Bremse                           | Westinghouse-Druckluftbremse, Le Chatelier-Gegendampfeinrichtung          | Westinghouse-Druckluftbremse, Le Chatelier-Gegendampfeinrichtung          |                                                                           |                                           |
| Steuerung                        | Heusinger-Walschaert                                                      | Heusinger-Walschaert                                                      |                                                                           |                                           |

Die MÁV VIm war eine Güterzug-Schlepptenderlokomotivbaureihe der ungarischen Staatsbahn MÁV. Ähnliche Lokomotiven wurden auch von der privaten Kaschau-Oderberger Bahn KsOd als Reihe VIm beschafft.

## Geschichte

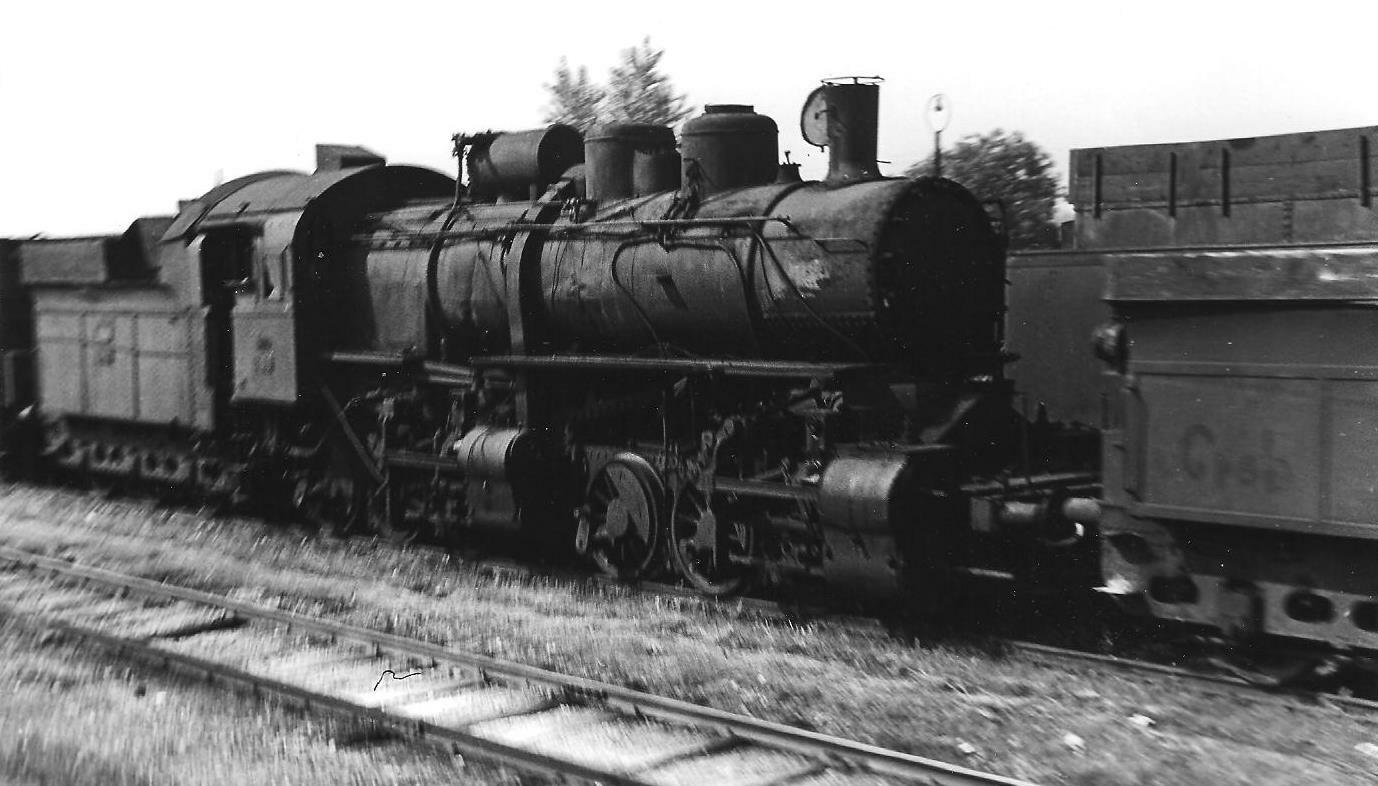
Ausgemusterte Lok der JŽ-Reihe 31 in Jugoslawien (ca. 1965)

Weitgehend unbemerkt von der westlichen Welt entwickelte die ungarische Staatsbahn unterm Doppeladler eine große Anzahl interessanter Malletlokomotiven. Der Auslöser war dabei wie überall in der Doppelmonarchie der leichte Oberbau und stetig steigende Zuglasten. Vor allem für den Betrieb auf den Bergstrecken in den Karpaten und im heutigen Kroatien wurden leistungsfähige Lokomotiven benötigt, die aber eine geringe Achslast aufwiesen. So entschieden sich die MÁV und später auch die Kaschau-Oderberger Bahn für die Anschaffung von echten Mallets der Achsfolge C'C. Die Bauart wurde von 1909 bis 1919 in unterschiedlichen Ausführungen geliefert und kam auf allen Strecken der MÁV zwischen Siebenbürgen und der Adria zum Einsatz.
Die MÁV bezeichnete sie in ihrem zweiten Schema als VIm 4501–4530, ab 1911 im dritten Schema als 651,001–030.
Bis zum Ende des Ersten Weltkrieges wurden 58 Maschinen der Reihe 651 an die MÁV geliefert. 24 weitgehend baugleiche Lokomotiven wurden von der Kaschau-Oderberger Bahn beschafft. Weitere 13 Lokomotiven aus einer Bestellung der Kaschau-Oderberger Bahn gelangten 1919 direkt zur Tschechoslowakischen Staatsbahn ČSD. Damit sind diese ungarischen Lokomotiven wahrscheinlich die zahlenmäßig größte Familie von Normalspurmallets der Welt.
Ein großer Teil der Lokomotiven verblieb nach dem Ersten Weltkrieg in Jugoslawien, Rumänien und in der Tschechoslowakei.

### Die Reihe 651 in Ungarn
In Ungarn selbst verblieben nurmehr fünf Lokomotiven, welche fortan im Kohleverkehr zwischen Tatabánya und Budapest zum Einsatz kamen. Mit der Elektrifizierung dieser Strecke und dem Kauf ehemals US-amerikanischer Kriegslokomotiven USATC-Klasse S 160 in den 50er Jahren wurden die Lokomotiven entbehrlich und bis 1962 ausgemustert. Von der Reihe 651 der MÁV blieb keine Lokomotive der Nachwelt erhalten.

### Die Reihe 651 in der Tschechoslowakei
Die Tschechoslowakische Staatsbahn ČSD übernahm 1918 drei Lokomotiven von der MÁV, zu denen 1919 noch weitere 13 von der Kaschau-Oderberger Bahn bestellte, aber nicht abgenommene Maschinen dazu kamen. Ab 1924 reihte die ČSD die Lokomotiven als Reihe 623.0 ein.
Die ČSD setzte die Lokomotiven vor allem auf den kurven- und steigungsreichen Altvatergebirgsstrecken zwischen Mährisch Schönberg (heute: Šumperk) und Ziegenhals (heute: Głuchołazy/Polen) ein. Nach dem Münchner Abkommen und der deutschen Besetzung des Sudetenlands gelangten die Lokomotiven 1938 in den Bestand der Deutschen Reichsbahn, diese gab den Lokomotiven die Nummern 51 001–016.
Nach 1945 kamen die verbliebenen Lokomotiven weiterhin auf ihrer Stammstrecke über den Ramzovské sedlo (Ramsauer Sattel) im Altvatergebirge zum Einsatz, bis sie durch die moderne Baureihe 556.0 abgelöst wurden. Daraufhin wurden die Lokomotiven bis 1956 ausgemustert und verschrottet.